# Nicu Crețu
Ion (Nicu) Crețu (n. 17 iulie 1947, Măceșu de Sus, Dolj – d. 13 ianuarie 2017, Craiova) a fost un reputat dirijor, compozitor, aranjor și violonist virtuoz român, dirijor al Ansamblului Folcloric „Maria Tănase”.

## Biografie
Născut pe 17 iulie 1947, la Măceșu de Sus, maestrul Nicu Crețu a condus orchestra Ansamblului Folcloric „Maria Tănase” încă din primul an de la înființare (1992), fiind unul dintre oamenii care au pus bazele ansamblului. In perioada 2003–2009, a fost directorul Ansamblului Folcloric „Maria Tănase”.
A urmat facultatea la Timișoara, unde a făcut parte din Ansamblul Studențesc „Doina Timișului” și din Ansamblul Folcloric „Timișul”.

## Moartea
Maestrul Nicu Crețu, dirijorul Ansamblului „Maria Tănase”, s-a stins din viață, la 69 de ani. A fost înmormântat la cimitirul Hanul Doctorului, din Craiova.